# Casernes de Gardeny
Casernes de Gardeny són uns edificis de Lleida inclosos a l'Inventari del Patrimoni Arquitectònic de Catalunya.

## Descripció
Edifici bloc en forma de hac i aïllats, de planta baixa i dues plantes per pis. Tractament de pell plana amb ritme de forats de tipus funcionalista. Interior lliure en forma de naus agrupant serveis i oficines. Estructura de pòrtics amb coberta plana. Façanes de maó arrebossat. Conjunt de gran correcció arquitectònica de tipus racionalista, amb concessions historicistes als edificis representatius.

## Història
El turó de Gardeny compta amb una llarga història d'ocupació militar. A mitjans del segle XX es van construir les casernes destinades als regiments d'artilleria (Caserna Templarios) i d'infanteria (Caserna General Sanjurjo). Es van mantenir en funcionament fins a mitjans de la dècada de 1990, quan es va publicar l'Ordre 84/1994, de 5 de setembre, que reorganitzava l'Exèrcit de Terra (BOE núm. 213). Aquesta ordre decretava la dissolució de la unitat de Lleida en el període 1995-1997.
Després d'un període d'inactivitat, l'any 2005 la Paeria i la Universitat de Lleida van fundar el Consorci del Parc Científic i Tecnològic Agroalimentari, el qual ocupa part de l'antic complex militar. El projecte de rehabilitació de les antigues casernes va ser portat a terme pels arquitectes Felip Pich-Aguilera Baurier i Teresa Batlle i Pagès (Pich-Aguilera Arquitectes), en col·laboració amb l'arquitecte Josep Maria Puigdemasa (Puigdemasa Arquitectes).